# Taken by a Stranger
Taken by a Stranger är en låt framförd av den tyska sångerskan Lena (Lena Meyer-Landrut). Låten representerade värdlandet Tyskland vid Eurovision Song Contest 2011 i Düsseldorf, Tyskland. Låten är skriven och komponerad av Gus Seyffert, Nicole Morier och Monica Birkenes. Låten producerades av Reinhard Schaub och Lenas mentor Stefan Raab, som även var programledare för ESC 2011.

### Fotnoter
1. ↑  Klier, Marcus (18 februari 2011). ”Lena to perform Taken by a stranger in Düsseldorf”. ESCToday. http://www.esctoday.com/news/read/16802. (engelska)